# جون روس (كاتب أمريكي)
جون روس (بالإنجليزية: John Ross)‏ هو كاتب أمريكي، ولد في 17 يونيو 1957.